# Argyresthia idiograpta
Argyresthia idiograpta is een vlinder uit de familie van de pedaalmotten (Argyresthiidae). De wetenschappelijke naam van de soort werd in 1935 gepubliceerd door Edward Meyrick.